# Michèle Béguin
Pour les articles homonymes, voir Béguin.
Michèle Béguin, née Michèle Sachet le 18 mars 1942 à Hué (Viêt Nam) et morte le 12 mars 2014 à Paris (France) est une cartographe et universitaire française. Elle est notamment connue pour sa participation à la formation des cartographes en France à travers la direction du DESS de cartographie thématique de l’université Paris 1 et par la co-écriture de La Représentation des données géographiques avec Denise Pumain.

## Biographie
Michèle Sachet naît le 18 mars 1942 à Hué. En 1967 elle est diplômée de l'École supérieure de cartographie géographique de l'Université Paris 1. Passeuse de savoirs, elle y dispense ses premiers cours dès 1972.
Inspirée par Aimé Perpillou, elle soutient en 1975 sa thèse sur la thématique des méthodes et de la question de l'échelle dans la cartographie des sols, sous la direction de Fernand Joly.
D'abord assistante, elle devient maîtresse de conférence à l'université Paris 1 en 1994,.

## Carrière universitaire

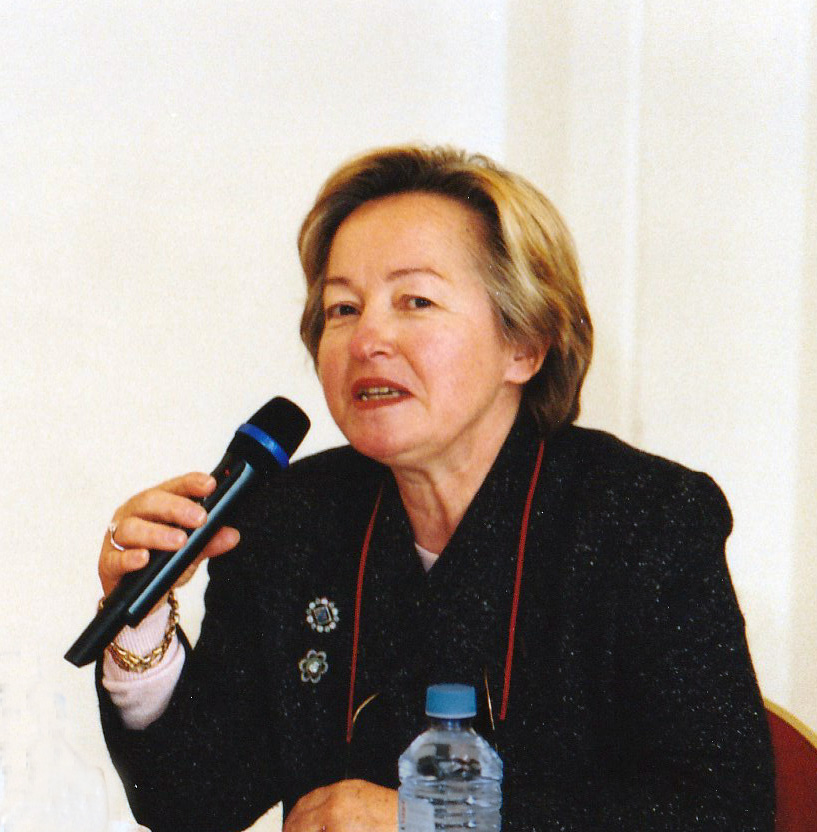
Michèle Béguin au Festival international de géographie 2001.

En 1975 elle fonde avec Daniel Noin le DESS de cartographie thématique de l'Université Paris I, alors principale formation de cartographie et de SIG en France avec l'ENSG. Très investie dans la formation des élèves, elle enseigne et dirige la formation durant toute sa carrière, formant près de 500 personnes au métier de cartographe,. Elle porte une attention particulière au respect de la sémiologie graphique de Jacques Bertin, à la bonne représentation des données géographiques et au rendu de la carte, afin que cette dernière soit claire et lisible,. Cartographe d’importance, elle participe à la réalisation de nombreux atlas et est préfacière d'ouvrages de référence en cartographie.
En 1994 elle publie avec Denise Pumain La Représentation des données géographiques qui connaît quatre éditions successives jusqu'en 2017. Synthèse théorique et pratique sur la représentation cartographique et l'analyse spatiale, l'ouvrage devient une référence pour le public universitaire ainsi que pour la préparation au concours d'entrée du Master Carthagéo (nouveau nom du DESS),.

## Principaux ouvrages
- Michèle Béguin et Denise Pumain, La représentation des données géographiques, Armand Colin (ISBN 2200617828).
- Atlas de la France rurale, agricole et forestière, 1989.

## Distinction
- Chevalière de la Légion d'honneur en 2002[1].